# Ceuthotheca cryptocarpa
Ceuthotheca cryptocarpa là một loài Rêu trong họ Orthotrichaceae. Loài này được (E.B. Bartram) Lewinsky mô tả khoa học đầu tiên năm 1994.